# Zementindustrie bei Hannover

Um 1910: Die „Portland-Cementindustrie Hannover-Misburg“ mit den damaligen Schutzmarken der verschiedenen Hersteller;
Illustrirte Zeitung Nr. 3538, Sondertitel Hannover und Grenzgebiete, vom 20. April 1911, mit Künstlersignatur der Grafikerin Änne Koken

Die Zementindustrie bei Hannover ist der Schwerpunkt und das Zentrum der Produktion für den Baustoff Zement in Niedersachsen. Betrieben wird die Zementindustrie in Misburg, einem heutigen Stadtteil von Hannover sowie in Höver, einem Ortsteil von Sehnde. Dort und in den benachbarten Orten ist seit 1873 eine Vielzahl von Zementwerken und Mergelgruben entstanden, die landschaftsprägend wirken.

## Geschichte

### Entstehung

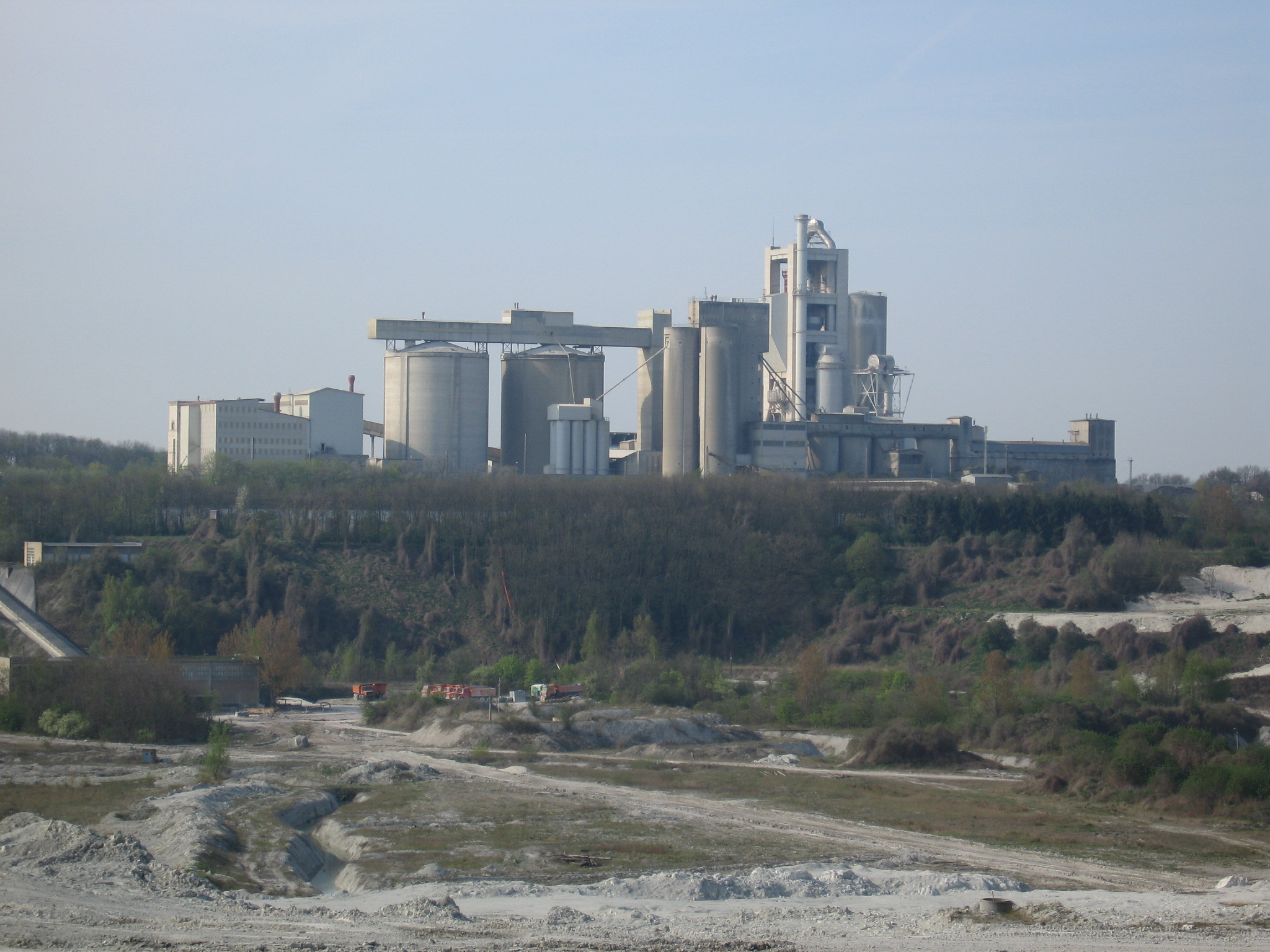
Das Teutonia-Zementwerk in Hannover-Misburg und eine seiner Mergelgruben

Grundlage für die Ausbildung der Zementindustrie bei Hannover war tonhaltiges Kalkgestein, das in diesem Bereich in großer Mächtigkeit bis dicht an die Erdoberfläche ansteht. Darüber hinaus ist das Material aus der oberen Kreidezeit leicht zermahlbar. Den Grundstein zur Zementproduktion legten die Unternehmer Friedrich Kuhlemann und Albert Meyerstein, als sie 1873 in Misburg eine Kalkbrennerei erwarben. Die Anlage lag nördlich der bereits existierenden Güterbahn Hannover-Lehrte und konnte über eigene Gleisanschlüsse mit dem Schienennetz verbunden werden. Eine gute Verkehrsanbindung war enorm wichtig für den Transport des schweren Massenguts Zement. Nach der Stilllegung der Brennerei begannen sie 1877 auf diesem Gelände mit dem Bau der Hannoverschen Portland-Cementfabrik (HPC). Im Folgejahr stellten sie den Stettiner Zementexperten Hermann Manske als Betriebsleiter ein und begannen unter der Marke Pferd mit der Zementproduktion von anfänglich 5.000 to pro Jahr.
1881 verließ Manske die Misburger HPC-Fabrik und gründete mit drei Kommanditisten in Lehrte die Zementfabrik Germania. Mit weiteren Kommanditisten begann Manske 1886 den Bau der Misburger Germania-Fabrik südlich der Güterbahn, jedoch in unmittelbarer Nähe zur HPC.

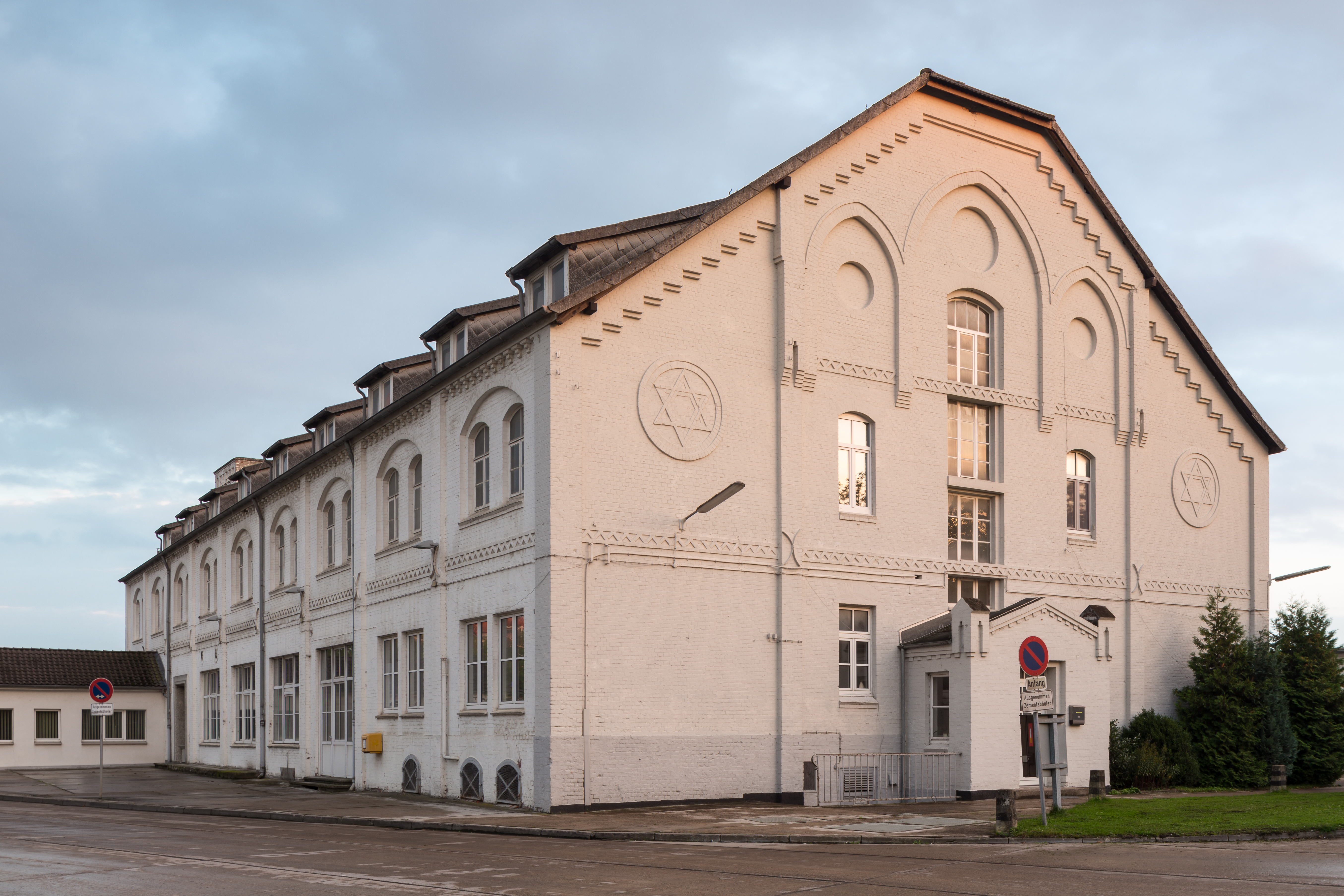
Denkmalgeschützte Halle von 1899 am Lohweg 32

Unabhängig von Manske wurde 1889 die Portland-Cementfabrik Kronsberg erbaut. 1897 wurde durch den ehemaligen Betriebsleiter des Misburger Germania-Werks, Berthold Lange, das Teutonia Misburg Portland-Cementwerk in unmittelbarer Nähe zum Germania-Werk errichtet. 1898 folgte die Norddeutsche Portland-Cementfabrik in Misburg. Von 1899 erhalten geblieben ist eine langgestreckte Fabrikhalle, die später als Werkskantine genutzt wurde. Der am Lohweg 32 stehende Backsteinbau ist durch neun Achsen gegliedert. Die Mittelachse wird durch die Treppenhausfenster und den vorgezogenen Eingang hervorgehoben. Blendbögen und Sternornamente zieren die zur Straße gewandte Fassade. Der Bau steht unter Denkmalschutz.
Hermann Manske begann 1899 den Bau seines dritten Zementwerks am späteren Anderter Bahnhof, welches 1901 fertiggestellt wurde.
Bis zum Ende des 19. Jahrhunderts waren sieben Zementwerke bei Misburg entstanden. Der erzeugte Zement wurde überwiegend in Hannover und Umgebung verbaut. Zement war in dieser Zeit ein begehrter Baustoff, da sich Beton im Brücken- und Hochbau schnell durchsetzte. Der Verbrauch vervielfachte sich in dieser Zeit.

### 20. Jahrhundert

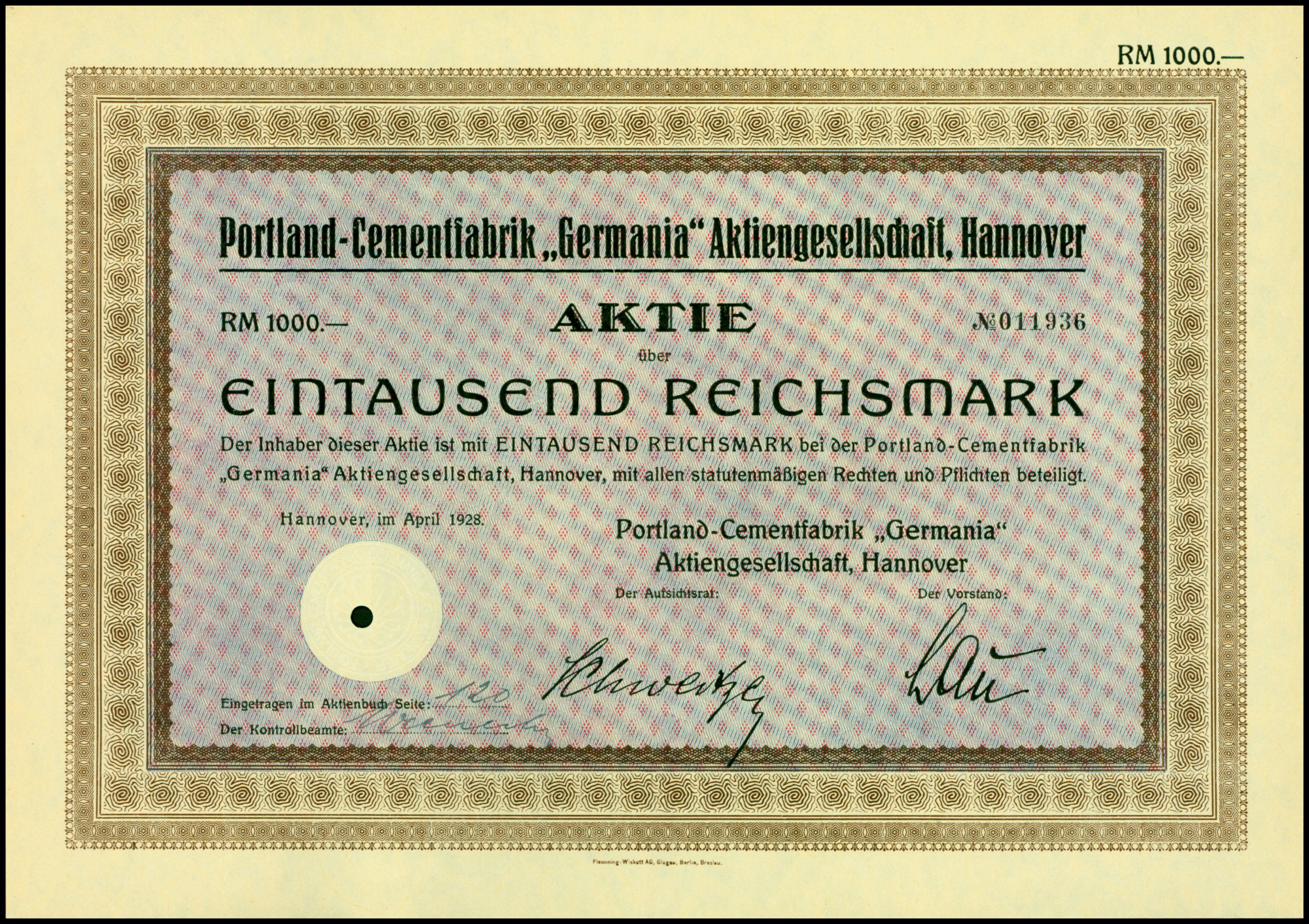
Aktie über 1000 RM der Portland-Cementfabrik "Germania" AG vom April 1928

Manske gründete 1906 die Kommanditgesellschaft Portland-Cementfabrik Alemannia H.Manske & Co mit Firmensitz in der Villa Nordstern in Ilten, die nach einem Grenzänderungsvertrag 2006 heute zu Lehrte gehört. Diese Firma baute von 1907 bis 1908 die Zementfabrik Alemannia in Höver. Das Werk erhielt 1908 einen Straßenbahnanschluss der hannoverschen Straßenbahn. Auch die Fabriken in Misburg und Anderten verfügten zumeist über einen Straßenbahnanschluss.
Im Rahmen eines Kapazitätsabbaus wurde das Germania-Werk in Lehrte 1910 stillgelegt.
Von 1935 bis 1937 wurde das Werk Alemannia grundlegend ausgebaut. Neben einer Rohmühle, einer Kohlenmühle und einem Leopoldi-Ofen wurde eine KdF-Badeanstalt am Werk eröffnet.

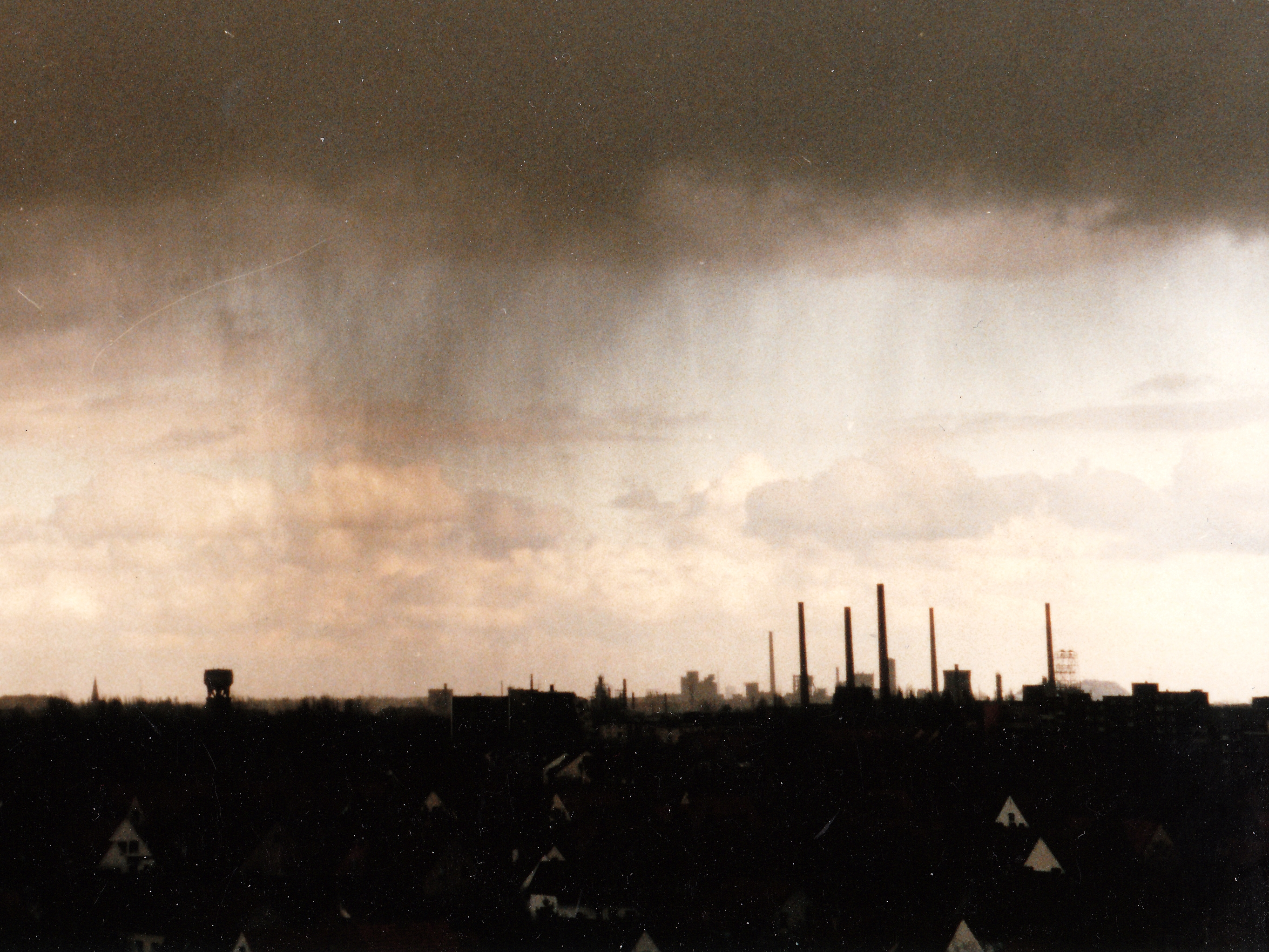
Wolkenbruch über dem Wasserturm Misburg (links) und den Schloten der Zementindustrie; um 1984

1943 wurde das Werk Kronsberg stillgelegt. Im Zweiten Weltkrieg erlitten die verbliebenen Werke durch die Nähe zur kriegswichtigen Deurag-Nerag-Raffinerie bei den Luftangriffen auf Hannover Bombentreffer. So melden Germania 4,439 Mio. Reichsmark, Teutonia 2,404 Mio. RM und HPC 6,727 Mio. RM Schäden. Das weiter entfernte Alemannia-Werk in Höver wies lediglich 230.000 RM Schäden auf.
Während nach dem Zweiten Weltkrieg das Werk Alemannia noch 1945 den Betrieb wieder aufnahm, konnten Teutonia erst 1948, Germania 1950 und HPC 1951 wieder in Produktion gehen.
Der Bauboom in der Nachkriegszeit bescherte den Unternehmen volle Auftragsbücher. Für einen Bedarfsrückgang ab Mitte der 1970er Jahre war der weitgehend gedeckte Wohnungsbedarf verantwortlich, ebenso das Aufkommen von anderen Baumaterialien, wie Holz, Stahl oder Glas. 1976 war das Germania-Werk in Misburg Opfer von Konzentrationsbestrebungen, wurde stillgelegt und später abgerissen. 1988 wurde bei HPC die Klinkerproduktion eingestellt. Das Mahlwerk wurde bis 2011 durch Teutonia für seine Fertigung weiter betrieben, auf dem Gelände entstand außerdem ein Eisenbahnschwellenwerk.

## Gegenwart und Zukunft

Die stillgelegte und in der Umwandlung zum Biotop befindliche Mergelgrube HPC I am 29. November 2008 aus südlichem Blickwinkel

### Teutonia in Misburg

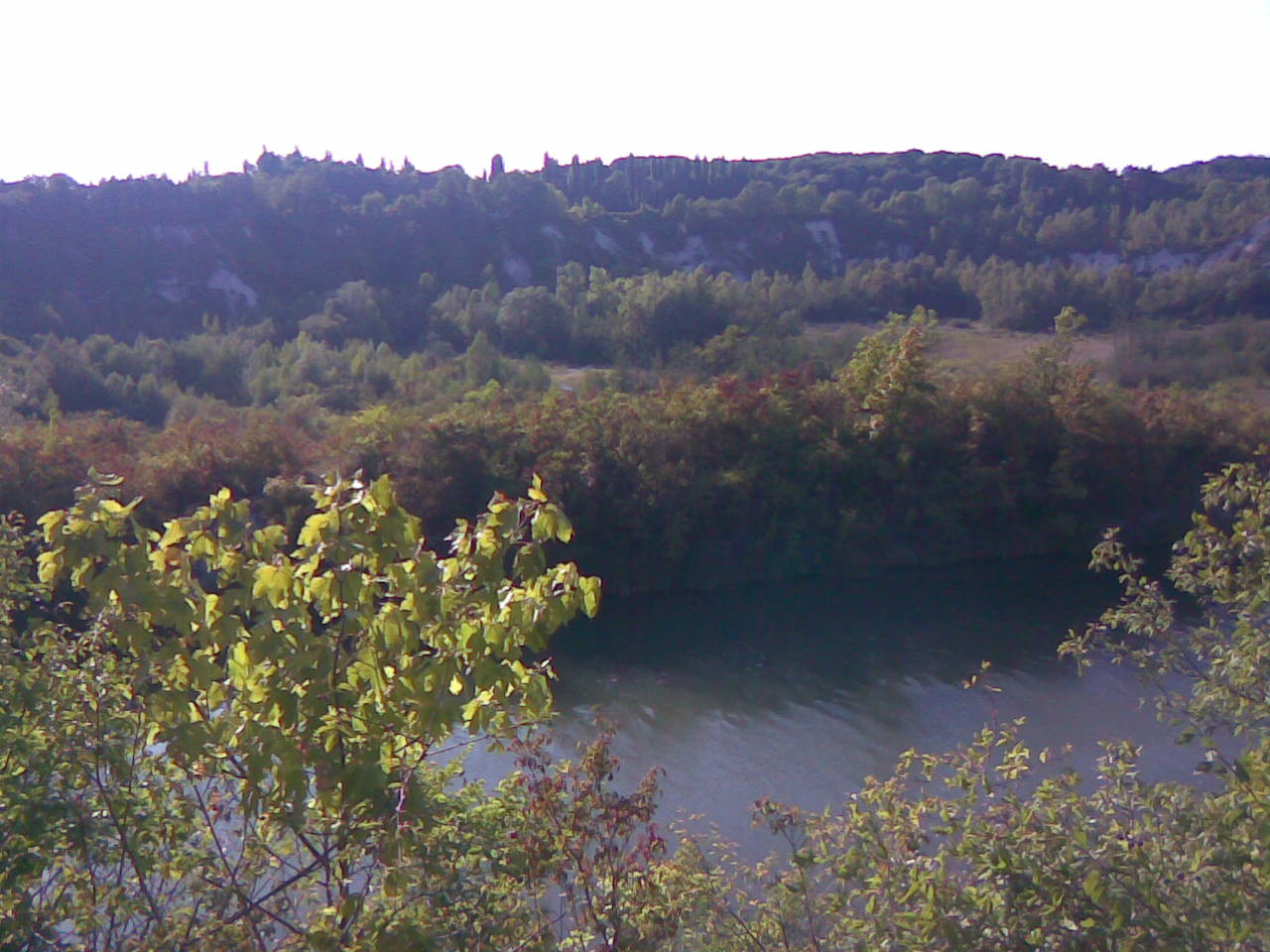
Stillgelegte Mergelgrube HPC I am 16. August 2009 aus nördlicher Richtung

Die Werke HPC und Teutonia in Misburg gehören heute zur HeidelbergCement AG. Die Mergelgruben HPC I und HPC II sind ausgebeutet und werden in die Nachfolgenutzung überführt. Dafür haben die Teutonia AG und die Landeshauptstadt Hannover eine gemeinsame Gesellschaft gegründet. Die beide Gruben verbindende Fußgängerbrücke über den Stichkanal Misburg wurde bereits instand gesetzt und für die allgemeine Nutzung freigegeben.
Da sich in der Grube HPC I südlich des Stichkanals bereits seltene Arten angesiedelt haben, soll diese weitestgehend unverändert der Öffentlichkeit zugänglich gemacht werden. Um die Grube nicht unter Wasser zu setzen, wird die noch aus dem Abbaubetrieb stammende Wasserhaltung nicht abgestellt.
Die Grube HPC II nördlich des Stichkanals wird mit unbelastetem Boden angefüllt. Wenn dieser Vorgang etwa 2022 abgeschlossen sein wird, soll dort ein Badesee entstehen.

### Alemannia in Höver
Das Werk Alemannia in Höver gehört zur Holcim-Gruppe.
Höver ist von der Zementindustrie gekennzeichnet durch die Verarbeitungsanlagen mit ihren hohen Silotürmen und die tiefen Gruben rund um den Ort zum Abbau des hellen Mergels. Sogar über die Ortsdurchfahrt führen Transportstrecken für Material hinweg. Die unmittelbare Lage am Mittellandkanal erleichtert die Anlieferung des Hüttensand aus Salzgitter sowie den Abtransport des erzeugten Zements.
Das Werk feierte 2008 sein hundertjähriges Jubiläum. Holcim führt den Namen Alemannia nicht fort, die offizielle Bezeichnung lautet heute Werk Höver.

## Fotogalerie

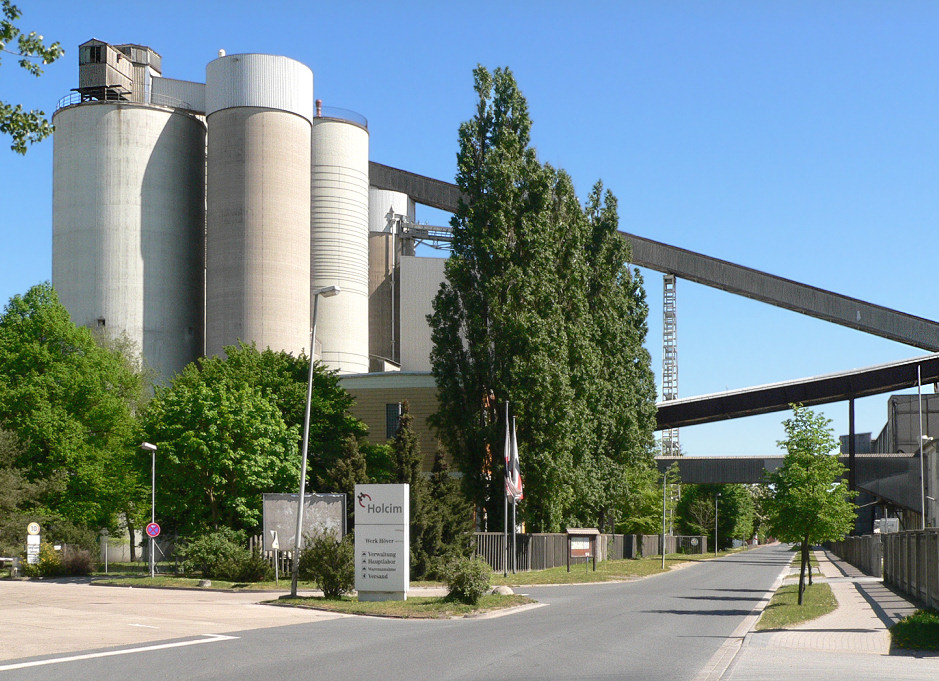
Ortseinfahrt Höver vorbei am Holcim-Zementwerk
Mergelgrube nahe Höver
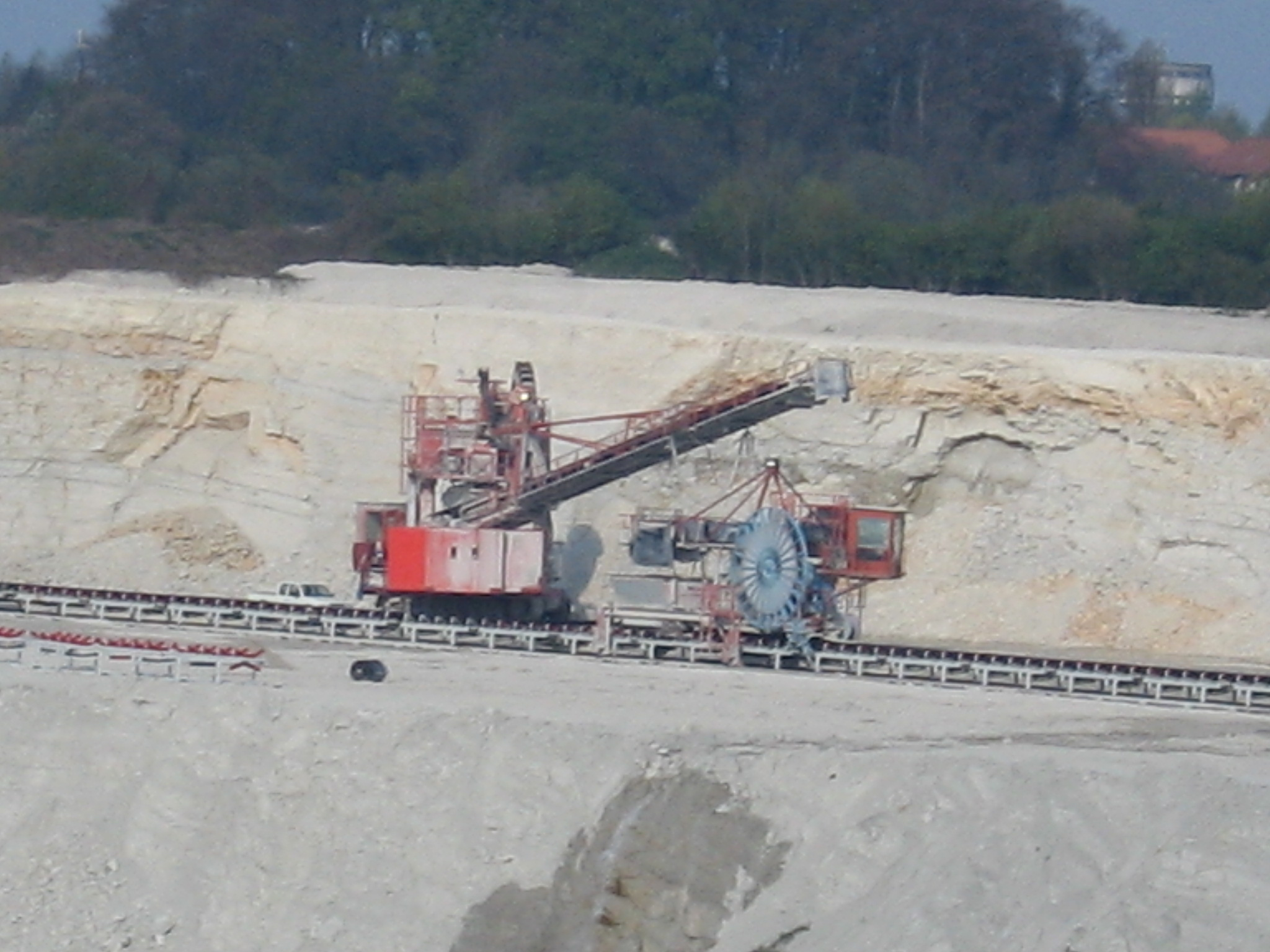
Schaufelradbagger in der Mergelgrube des Teutonia-Zementwerks in Hannover-Misburg
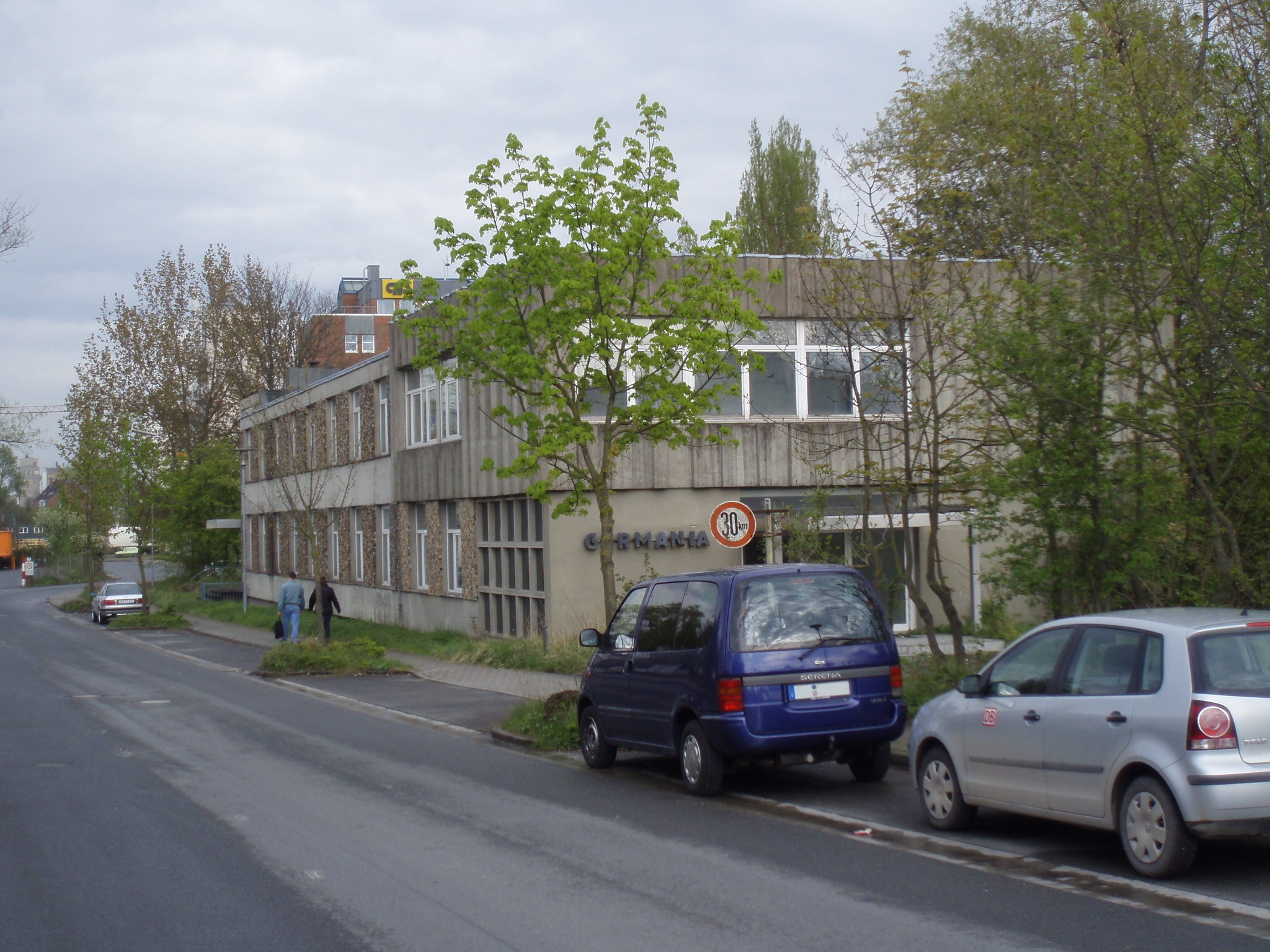
Ehemaliges Verwaltungs- und Laborgebäude des 1976 stillgelegten Germania-Zementwerkes in Hannover-Misburg
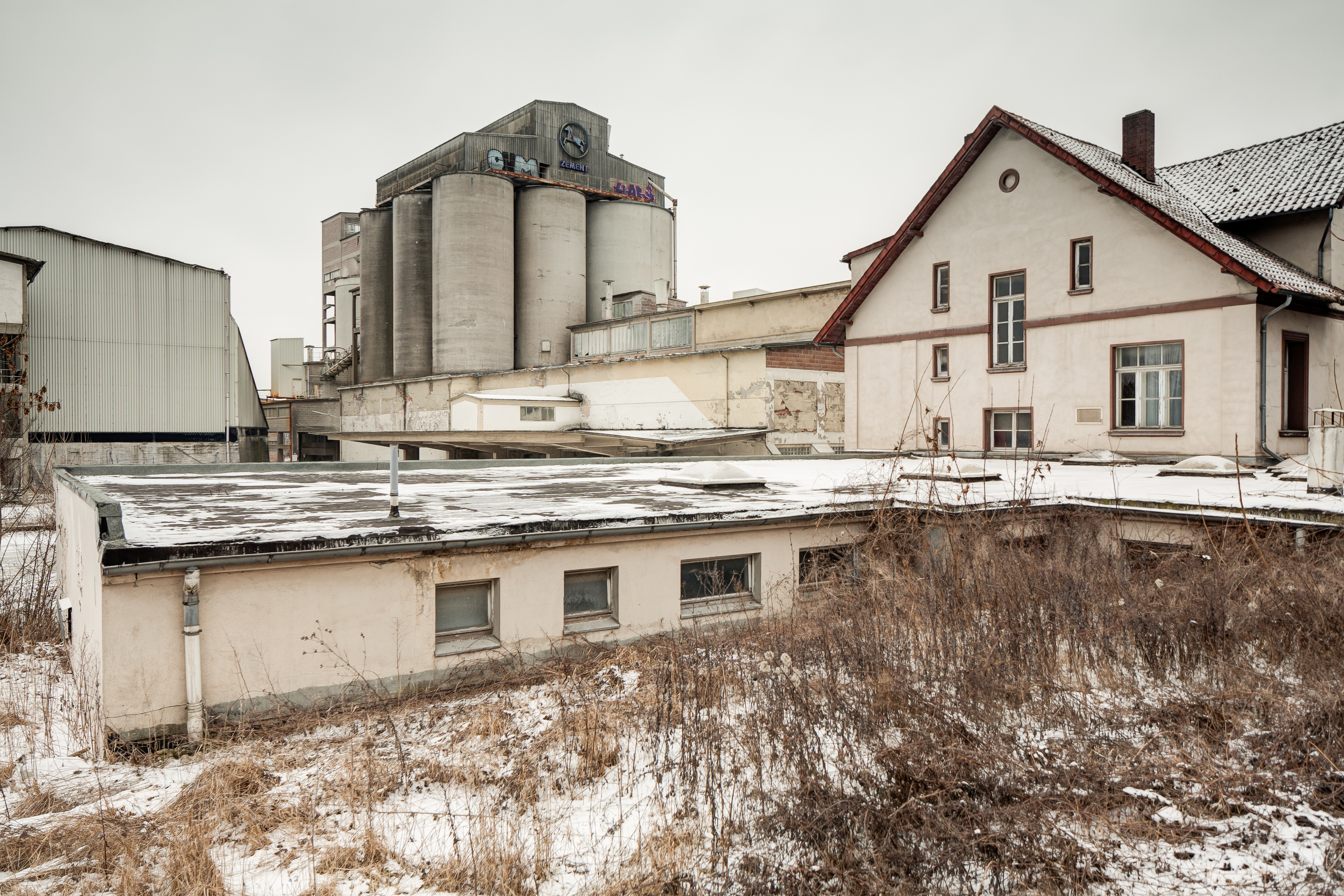
Stillgelegtes HPC-Zementwerk, Blick von der Anderter Straße, 2013
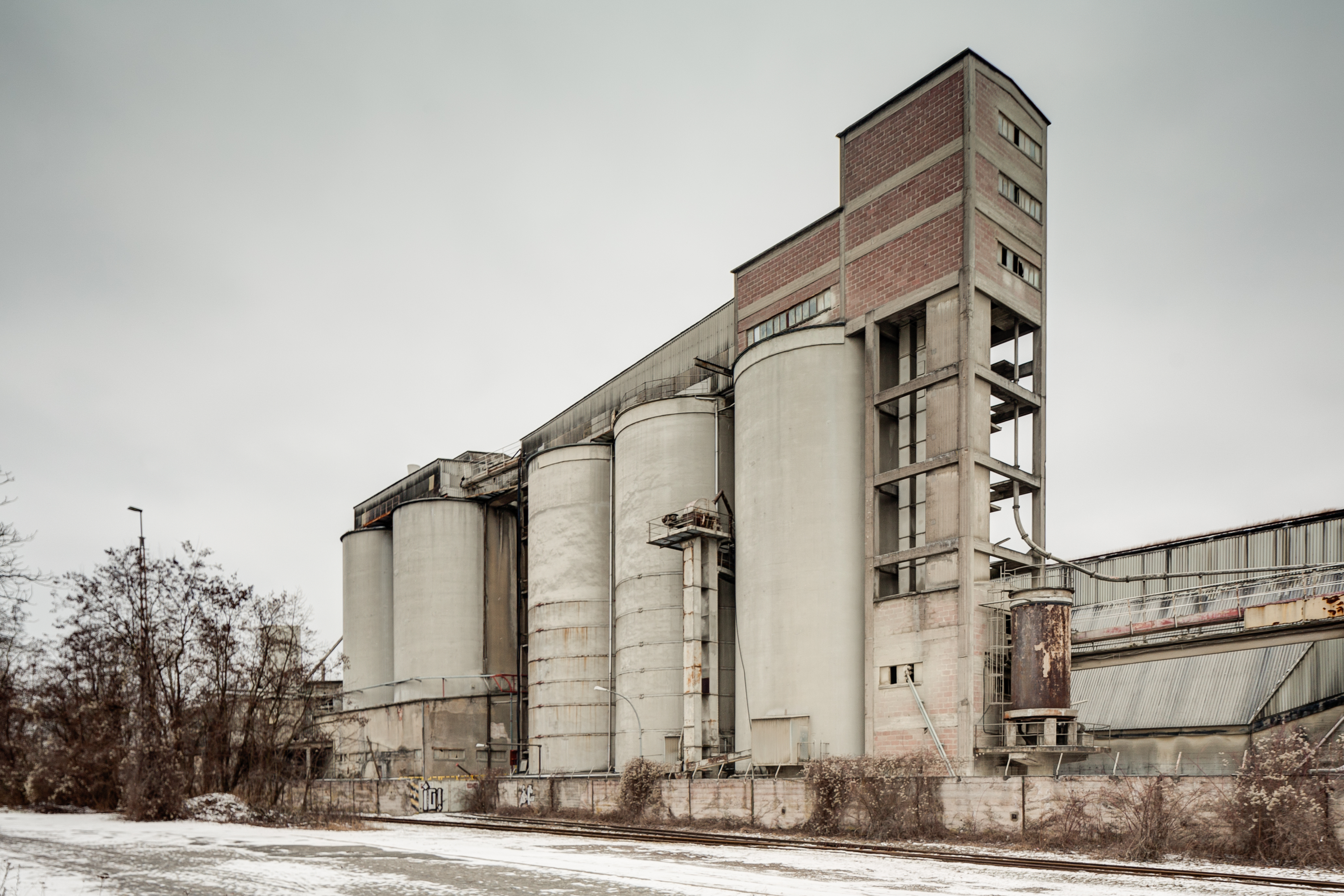
Stillgelegtes HPC-Zementwerk, Zementsilos und Gleisanschluss, 2013
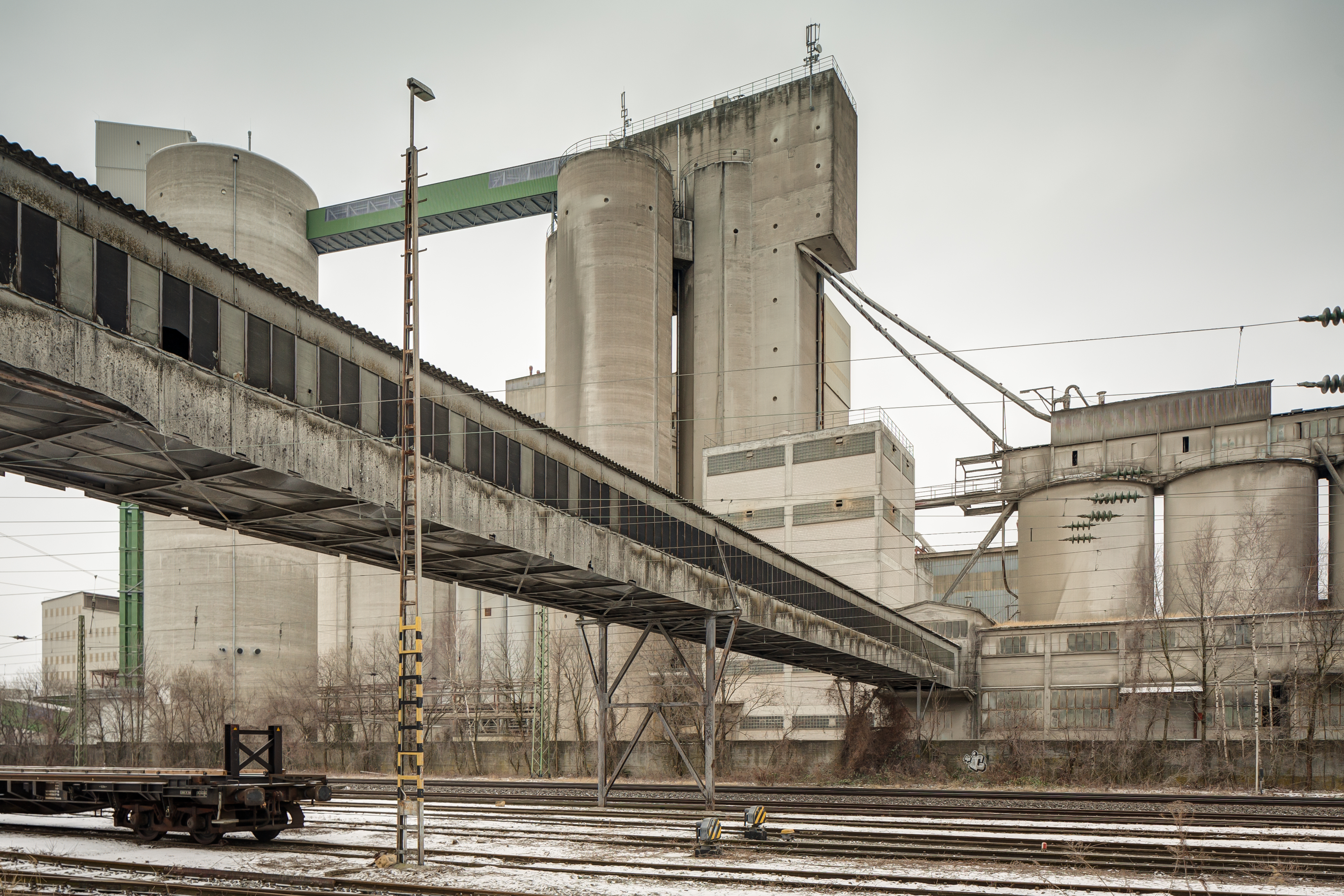
Teutonia-Zementwerk, im Vordergrund lässt sich das Förderband zu den Hafenanlagen am Stichkanal Misburg erkennen
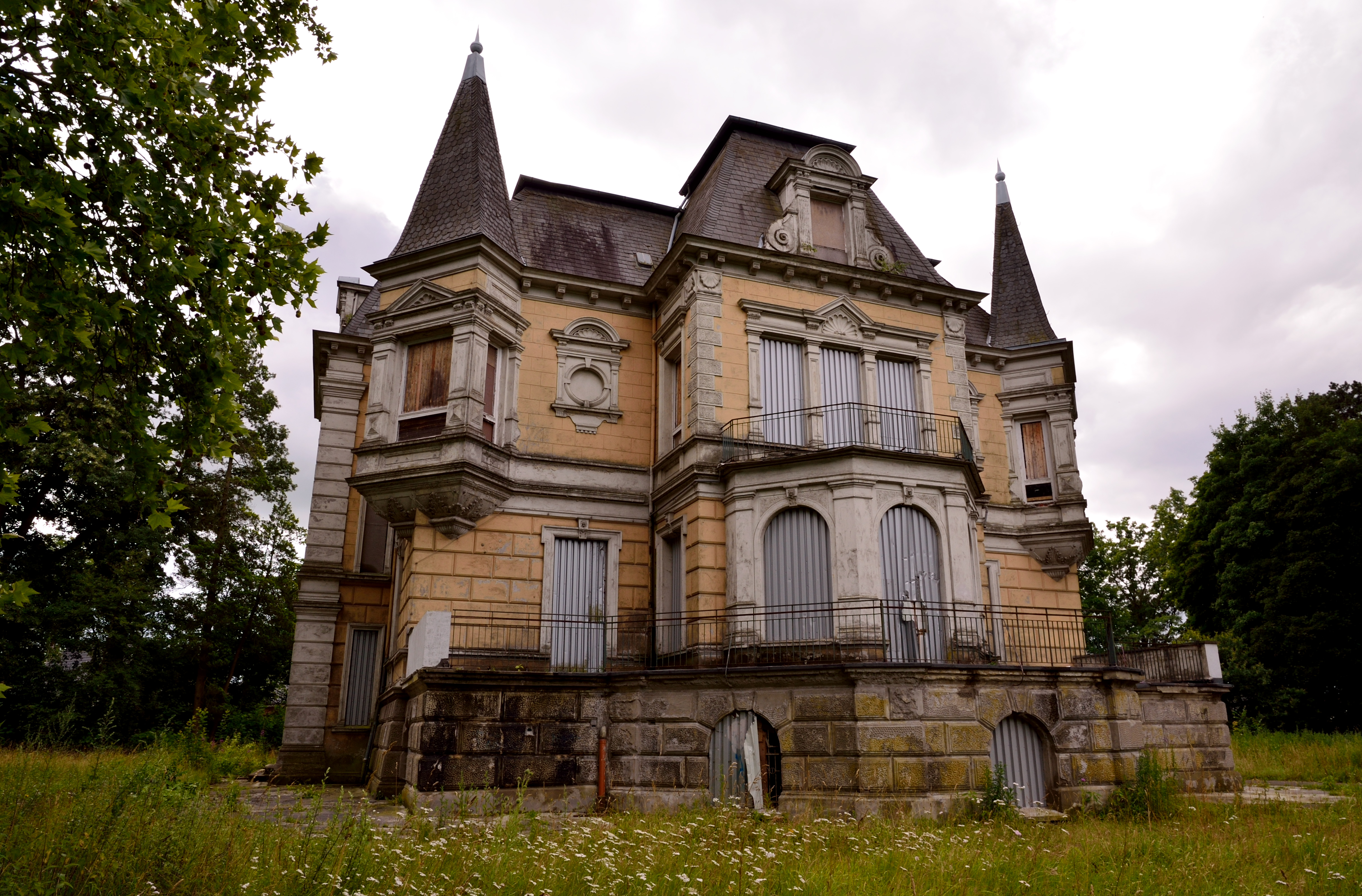
Villa Nordstern, ab 1906 Sitz der Kommanditgesellschaft Portland-Cementfabrik Alemannia H.Manske & Co